# Estação Hospital de Santo António
A Estação Hospital Santo António é uma futura  estação de metro, na cidade do Porto, servida pela Linha G operada pela Metro do Porto.